# چله دی سان ویتو

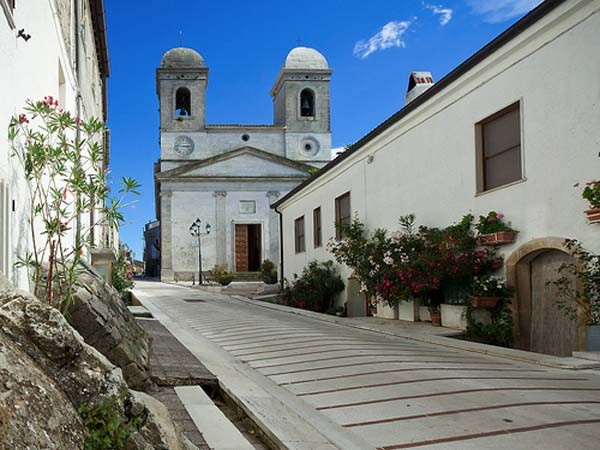
کلیسایی در چله دی سان ویتو

چله دی سان ویتو (به ایتالیایی: Celle di San Vito) یک کومونه در ایتالیا است که در استان فوجا واقع شده‌است.

## خصوصیات
چله دی سان ویتو ۱۸٫۲۱ کیلومترمربع مساحت و ۲۰۰ نفر جمعیت دارد.

## خواهرخوانده
شهر باری (ایتالیا) خواهرخواندهٔ چله دی سان ویتو هست.